# 荻清誉
荻 清誉（おぎ きよたか）は、戦国時代の武将。今川氏の家臣。駿河国松野城（北松野城）主。

## 出自
荻氏は清和源氏の甲斐武田氏と同じ逸見氏を祖に持つ一族。室町期に初代・荻氏誉が足利義満から駿河松野荘を与えられ国人として定着したとされる。

## 略歴
永正5年（1508年）、荻久誉の子として誕生。
父・久誉同様今川氏に仕えた。居城である松野城は甲斐国との国境に近い富士川の西側に位置しており、今川氏が国境で武田氏と、また富士川を隔てて後北条氏と争った天文年間にもかかわらず、所領を守り続けた。
天文23年（1554年）の甲相駿三国同盟によって富士川流域から戦乱の脅威はいったん去ったが、永禄3年（1560年）の桶狭間の戦いで今川氏当主・今川義元が戦死すると、外交関係は俄かに崩れ始め、永禄11年（1568年）には武田信玄が国境を越えて駿河に侵攻するに至った。清誉は信玄の懐柔には応じず、軍を率いて松野山で武田軍と戦ったが、討死を遂げた（内房口の戦い）。
清誉の子・君誉は武田氏に降伏し、武田氏の姻戚である穴山信君に仕えた。